# Thomazeau (Haïti)
Thomazeau (Tomazo en créole) est une commune d'Haïti, située dans le département de l'Ouest et dans l'arrondissement de Croix-des-Bouquets.
Thomazeau est située à 12 km au nord-est de Port-au-Prince.

## Démographie
La commune est peuplée de 48 163 habitants(recensement par estimation de 2009).

## Administration
La commune est composée des sections communales de :
- Grande Plaine 1
- Grande Plaine 2
- Trou d'Eau
- Les Crochus

## Économie
La production agricole repose sur la culture du café, de la canne à sucre, du coton et de divers fruits.

## Personnalité liée à la commune
Prosper Avril, général haïtien et ancien président d'Haïti est né le 12 décembre 1937 à Thomazeau.